# Nina Korhonen
Nina Korhonen född 1961 i Tammerfors, Finland, sedan 1981 bosatt i Stockholm, är en fotograf.
Korhonen studerade vid Nordens Fotoskola Biskops-Arnö 1987-1990. 

## Priser och utmärkelser
- Arbetets museums fotopris 2004
- Svenska Fotobokspriset 2004 [1]
- K.W. Gullers fotostipendium 2006